# Trajer Ridge
Trajer Ridge ist ein 125 m hoher und felsiger Gebirgskamm an der Ingrid-Christensen-Küste des ostantarktischen Prinzessin-Elisabeth-Lands. In den Vestfoldbergen ragt er an der Südseite der Basis der Breidnes-Halbinsel auf.
Luftaufnahmen entstanden bei der US-amerikanischen Operation Highjump (1946–1947), den Australian National Antarctic Research Expeditions (1954, 1957 und 1958) und 1956 bei einer sowjetischen Antarktisexpedition. Das Antarctic Names Committee of Australia benannte den Gebirgskamm nach Frank Louis Trajer, Wetterbeobachter auf der Davis-Station, der ihn von dort gemeinsam mit dem Arzt Malcom Cave Hay am 4. November 1961 zu Fuß besucht hatte.